# Ушаев, Мазлак Довлиевич
Ушаев Мазлак Довлиевич (Давлеевич, Девлеевич) (1897, Дышне-Ведено, Веденский район — 1938, Ведено, Чечено-Ингушская АССР) — чеченский революционер, чекист, военный деятель, депутат Верховного Совета СССР I созыва.

## Биография
В 8 лет остался сиротой, находился на попечении дяди Мазая Ушаева. В 1905 году поступил в Грозненскую двухклассную школу. В 1914 году поступил на должность сельского писаря с. Дарго Веденского округа, где прослужил до февраля 1915 года.

## Революционная деятельность
В начале декабря 1916 года уехал в Киев. Поступил во Всероссийский земский союз на должность начальника охраны складов. Служил до июня 1917 года, когда за агитацию против Керенского был арестован и посажен в Лукьяновскую областную тюрьму.
Вышел из тюрьмы во время Октябрьского переворота 1917 года, после чего вступил в ряды Красной гвардии, сформированной в Киеве. Принимал активное участие в разоружении 1-го Донского полка. При наступлении немцев на Киев был ранен, после чего был откомандирован в город Владикавказ в распоряжение отдела внутреннего управления Терского Совнаркома. Заведующим управлением Терского Совнаркома был назначен инструктором-организатором Советской власти на местах. Позже, на съезде народов Терека во Владикавказе, Мазлак был избран членом Совнаркома Терской республики.
Летом 1918 года принимал участие в сражениях за город Грозный в первом ударном батальоне Красной армии. После освобождения Грозного от белогвардейцев, Мазлак вновь возвращается во Владикавказ как член чеченской фракции Совнаркома республики.
Осенью 1919 года Мазлак Ушаев, в отряде Узун-Хаджи, ведущего борьбу с деникинскими войсками, занимает должность инспектора артиллерии Северокавказского эмирата.
В 1920 году назначен начальником партизанского отряда в Веденском округе. В 1921 году Мазлак Ушаев — военком Чечни, затем уполномоченный ВЧК. В 1926 году начальник областной милиции. В 1927 году Мазлак Ушаев член РКП(б), снова в органах ВЧК-ОГПУ. В 1924 и 1926 годах на съездах Советов Чеченской автономной области избирался членом Чеченского ЦИК. Как опытный чекист, с группой бойцов направлен в Киргизию на борьбу с басмачеством.

## Политическая деятельность
В 1937 году был избран депутатом в Верховный Совет СССР 1 созыва. В 1938 году Мазлак Ушаев был назначен народным комиссаром юстиции Чечено-Ингушской АССР. Был награждён орденом Красной Звезды (19.12.1937).

## Смерть
В 1938 году умер в селе Ведено после тяжёлой болезни. В 1977 году его прах был перезахоронен в Братской могиле партийных и советских работников в Грозном.

## Память
Остался в народной памяти как пример жестокости и беспринципности. В 1934 году в селе Гелдагана вместе с одним из сотрудников НКВД заживо сжёг тяжело раненного местного жителя. Этот поступок вызвал возмущение населения. Чтобы спасти Ушаева от расправы его перевели в Среднюю Азию.
Ушаев собрался жениться на дочери шейха Бамат-Гирея Митаева Петимат и пригрозил каждому приблизившемуся к ней страшной карой. Арсали Латыров похитил Петимат, и тем нанёс оскорбление Ушаеву. Вскоре по доносу Ушаева Латыров и его невеста были арестованы. Однако практически вся Ингушетия вышла на улицы. Люди пригрозили властям вооружённым восстанием, если супругов не отпустят. Власть была вынуждена отступить.
Считается, что его отравили ближайшие родственники во избежание кровной мести. Его именем пугали детей.
В 1977 году прах Ушаева был перенесён в Братскую могилу партийных и советских работников в Грозном. Могила была разрушена в ходе боёв первой чеченской войны.
До 2009 года его именем называлась одна из улиц Грозного (ныне — Ирбайхана Бейбулатова). Сейчас его имя носят улицы в Гудермесе и Дышне-Ведено.